# مساواتية
المساواتية أو مذهب المساواة هو فكر يناصر المساواة بين فئات معينة من الكيانات، أو جميعها ويؤمن أفراده بأن جميع البشر متساوون في القيمة الجوهرية أو الحالة الاجتماعية، وهذا وفقًا لما هو مذكور في موسوعة ستانفورد للفلسفة. تُعرِف نظرية المخاطرة الثقافية المساواتية بأنها (1) موقف معارض للمبادئ والقواعد، و(2) مؤيد لعمليات اتخاذ القرارات الجماعية، ونقيضها القدرية. أما قاموس ميريام ويبستر، فيذكر أن المصطلح له تعريفان مختلفان في اللغة الإنجليزية المعاصرة. فهو يُعرَف إما بأنه معتقد سياسي ينص على ضرورة المساواة بين جميع الناس في المعاملة وأن يكون لهم نفس الحقوق السياسية، والاقتصادية، والاجتماعية، والمدنية أو فلسفة اجتماعية مناصرة لمحو صور عدم المساواة الاقتصادية بين الناس أو القضاء على مركزية السلطة. وتُعرف بعض المصادر الأخرى المساواتية بأنها وجهة النظر القائلة بأن المساواة هي انعكاس الحالة الطبيعية للإنسانية.

شعار المساواتية والمساواة

## نماذج
من المخاوف المتعلقة بالمساواة والتي يتم التركيز عليها بشكل خاص: المساواة الاقتصادية، والمساواة القانونية، والمساواة في الحظوظ، والمساواة السياسية، والمساواة بين الجنسين، والمساواة بين الأعراق، والمساواة على أساس الأصول، والمساواة في المسيحية. ومن الصور الشائعة للمساواة المساواة السياسية والفلسفية.

### المساواة الاقتصادية
المساواتية في الاقتصاد مصطلح مختلف عليه، وله عدد من المعاني المحتملة المتباينة. فقد يشير إلى المساواة في الفرص، وتعني ضرورة عدم ممارسة الحكومة للتمييز ضد المواطنين أو إعاقتها للفرص المتاحة لهم لتحقيق الرفاهية، أو إلى مفهوم مختلف تمامًا، وهو المساواة في الناتج، وهي حالة الشؤون الاقتصادية التي تعزز فيها الحكومة فرص رفاهية متساوية لجميع المواطنين.
لقد أيد عالم اقتصاد السوق الحر ميلتون فريدمان المساواتية الاقتصادية القائمة على المساواة في الفرص. أما عالم الاقتصاد جون مينارد كينز، فقد دعم مفهوم النتائج المتساوية.
من النماذج المبكرة للمساواة الاقتصادية القائمة على فكرة المساواة في النتائج سو سينج، وهو باحث في المذهب الزراعي بالفلسفة الصينية. كان سينج يؤيد تثبيت الأسعار، الذي تكون معه جميع السلع والخدمات المتشابهة لها نفس السعر غير المتغير، بغض النظر عن الاختلافات في الجودة أو الطلب.
في الأعوام التالية للحرب العالمية الثانية، تبنت النظم الديمقراطية الاجتماعية الأوروبية جميعها برامج المساواة الموضوعة خصيصًا لتعزيز حصول الجميع على الرعاية الصحية والتعليم.

### المساواة السياسية
المساواتية في السياسة لها، على الأقل، شكلان. الشكل الأول هو المساواة بين الأفراد في الحقوق، والتي يُشار إليها أحيانًا بالحقوق الطبيعية، ويُعَد جون لوك مؤسس هذا الشكل من المساواة.
من الأشكال الأخرى أيضًا للمساواة السياسية المساواة في التوزيع، والتي يتم فيها تنظيم الثروة التي تحققها الأيدي العاملة والتحكم فيها على نحو متساوٍ. وقد كان كارل ماركس مناصرًا لهذا النوع من المساواة.